# Metrobus (Città del Messico)
Il Metrobus è un sistema di trasporto pubblico veloce di tipo Bus Rapid Transit per autobus di Città del Messico, che funziona dal 19 giugno 2005 con orario di servizio dal lunedì al sabato dalle 4.30 a 0.00; domenica e festivi dalle 5.00 a 0.00. I suoi 720 autobus articolati corrono 174 km su 7 linee con corsie preferenziali, al centro dei viali o su entrambi i lati, tutte le stazioni hanno accessi con rampe per i disabili. Il sistema è ispirato al sistema di trasporto leggero di Curitiba (Brasile), il quale ha trovato riapplicazioni in altre città come San Paolo del Brasile, Quito, Bogotà, Santiago del Cile e León de los Aldama.

## Rotte

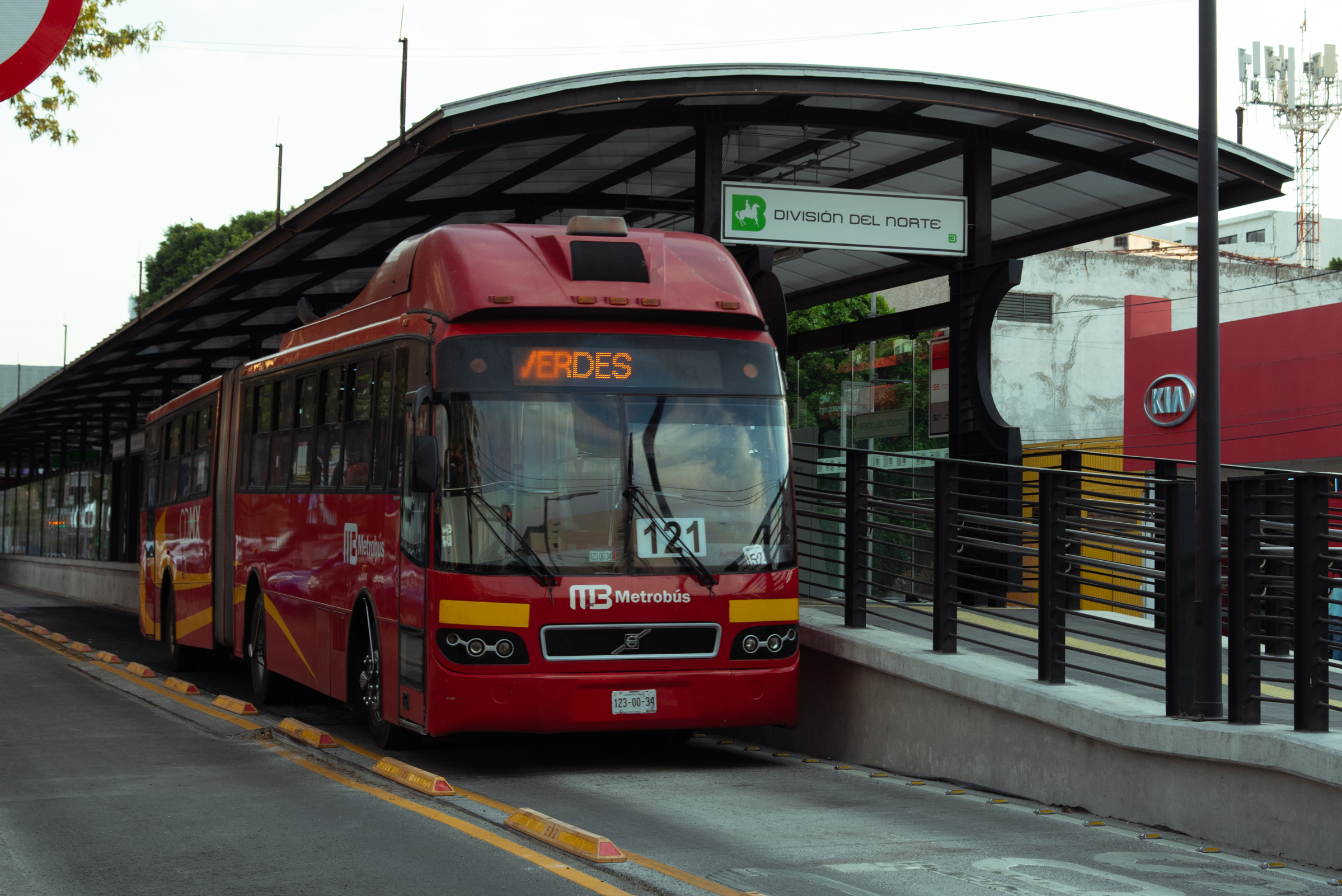
Indios Verdes

Attualmente, sono 7 le rotte in funzione, come nel metro è possibile passare da una linea all'altra nelle stazioni di interscambio.
Il pendolare può accedere al sistema attraverso il pagamento del suo viaggio con la carta elettronica ricaricabile Metrobus. Una volta dentro alle stazioni il servizio funziona su una corsia dedicata esclusiva costruita normalmente nelle corsie centrali dei viali percorsi.
Nel suo percorso il Metrobus si connette con le 12 linee della metro di Città del Messico, ma è necessario ripagare il biglietto per passare da un sistema all'altro, avendo sistemi e tariffe differenti.
| LINEA | PERCORSO                           | INAUGURAZIONE    | ULTIMO AMPLIAMENTO | STAZIONI | KM | NOTE                                                  |
| ----- | ---------------------------------- | ---------------- | ------------------ | -------- | -- | ----------------------------------------------------- |
|       | Indios Verdes-El Caminero          | 19 giugno 2005   | 2011               | 46       | 28 |                                                       |
|       | Tepalcates-Tacubaya                | 16 dicembre 2008 | 2020               | 37       | 20 |                                                       |
|       | Tenayuca-Santa Cruz Atoyac         | 8 febbraio 2011  | 11 marzo 2021      | 38       | 25 | Unica linea ad utillizzare solo autobus elettrici     |
|       | Buenavista-San Lázaro-Aeropuerto   | 1° aprile 2012   | 1° dicembre 2022   | 39       | 24 | La tratta San Lázaro-Aeropuerto ha un costo di 30 MXN |
|       | Río de los Remedios-Preparatoria 1 | 5 novembre 2013  | 3 maggio 2021      | 51       | 24 |                                                       |
|       | El Rosario-Villa de Aragón         | 21 gennaio 2016  |                    | 37       | 21 |                                                       |
|       | Campo Marte-Indios Verdes          | 5 marzo 2018     |                    | 31       | 14 | Unica linea ad utilizzare autobus a due piani         |

| LINEA | PERCOSO PREVISTO                              | KM | APERTURA PREVISTA |
| ----- | --------------------------------------------- | -- | ----------------- |
| 0     | Circuito interior-Avenida Revolución          | 46 | Non disponibile   |
|       | (Campo Marte)-Indios Verdes-Ejército Nacional |    | Non disponibile   |
| 8     | Toreo Cuatro Caminos-Alameda de Oriente       | 51 | Non disponibile   |

## Qualità del Servizio
Anche se l'obbiettivo ufficiale fu di creare una struttura di trasporto moderna ed efficiente, facilmente adattabile ai nuovi ritmi, con un servizio di alta qualità, inizialmente alcuni cittadini considerarono l'opera inutile, secondo la percezione di alcuni, il progetto non ha ridotto il traffico e non ha raggiunto i risultati sperati, nonostante questo, il sistema è stato ulteriormente ampliato fino a raggiungere i 175km, distribuiti su 7 linee. Anche grazie a questo, in un'inchiesta realizzata nel febbraio 2007 tra i fruitori del servizio si è arrivati ad un punteggio medio di 8.18 su un massimo di 10, indicando che il gradimento generale della popolazione è positivo.
Principalmente la qualità del servizio ha sofferto per i seguenti aspetti:
- Il numero di autobus articolati messi in circolazione sarebbe insufficiente per un carico di passeggeri nel corridoio Insurgentes (linea ), che supera le 300.000 persone al giorno, ciò causa un grave problema nella parte sud in alcune ore del giorno.
- Alcune persone riportano che in alcune occasioni le macchine automatiche non funzionano correttamente.

D'altra parte il Metrobus ha portato i seguenti benefici:
- Rinnovamento dei semafori e del mobilio urbano
- All'eliminare i microbus che sono conosciuti per le loro cattive condizioni di manutenzione e abitudini in fatto di guida, che ostruivano il libero transito delle auto private. Allo stesso tempo si sono ridotte le emissioni di gas contaminanti e si è migliorata la sicurezza viale.
- Notevole riduzione dei tempi di viaggio tra i capolinea, dato che vengono utilizzate corsie preferenziali.
- Aumento della sicurezza con una enorme riduzione di furti, scippi e rapine, che erano all'ordine del giorno sui vecchi microbus.

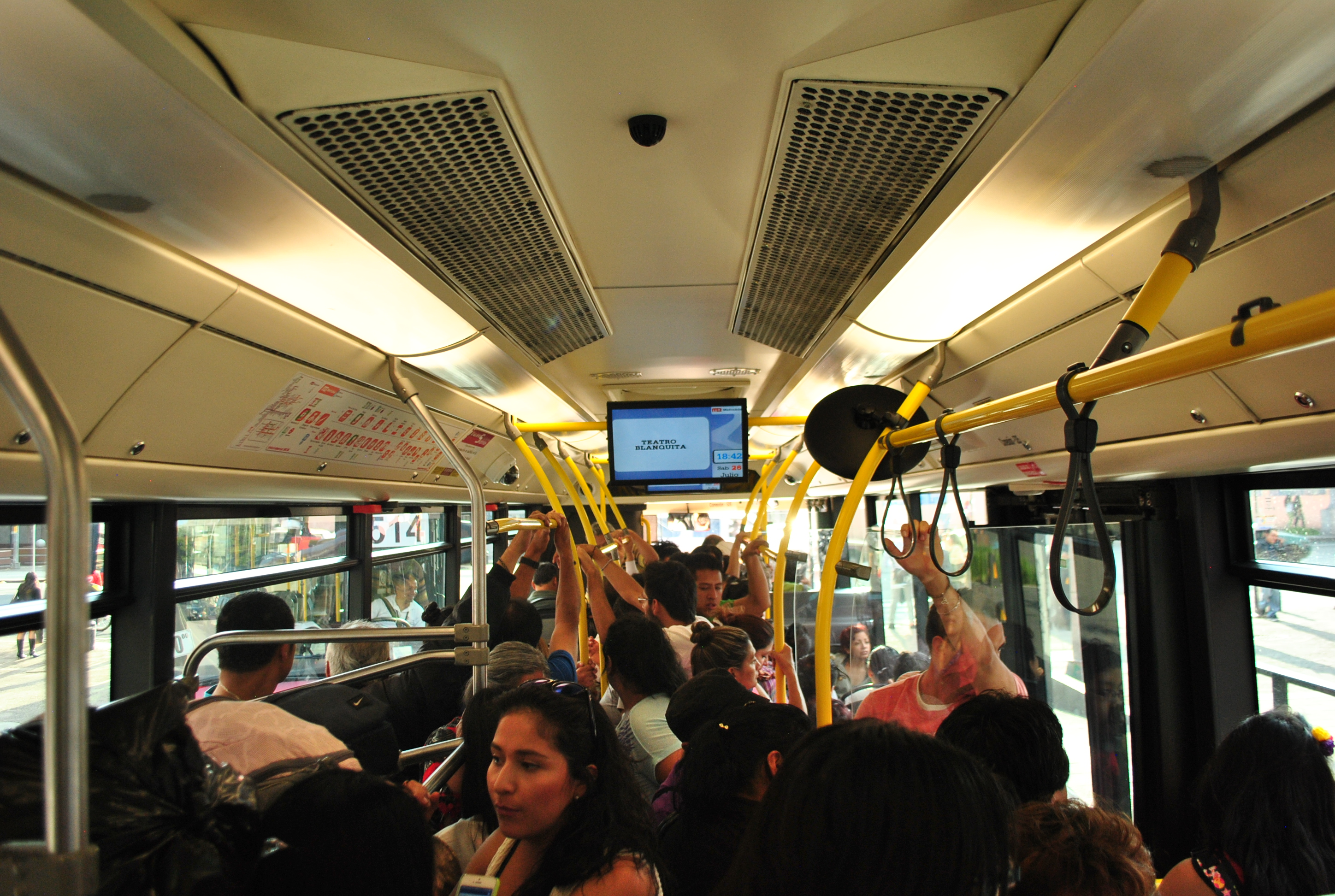
Metrobús interno

## Soprannome
Alcuni abitanti della città chiamano il metrobus con il soprannome di "Pejebus" poiché la sua costruzione è avvenuta durante il governo di Andrés Manuel López Obrador, il cui soprannome era "il Peje"

## Tessere e Tariffe

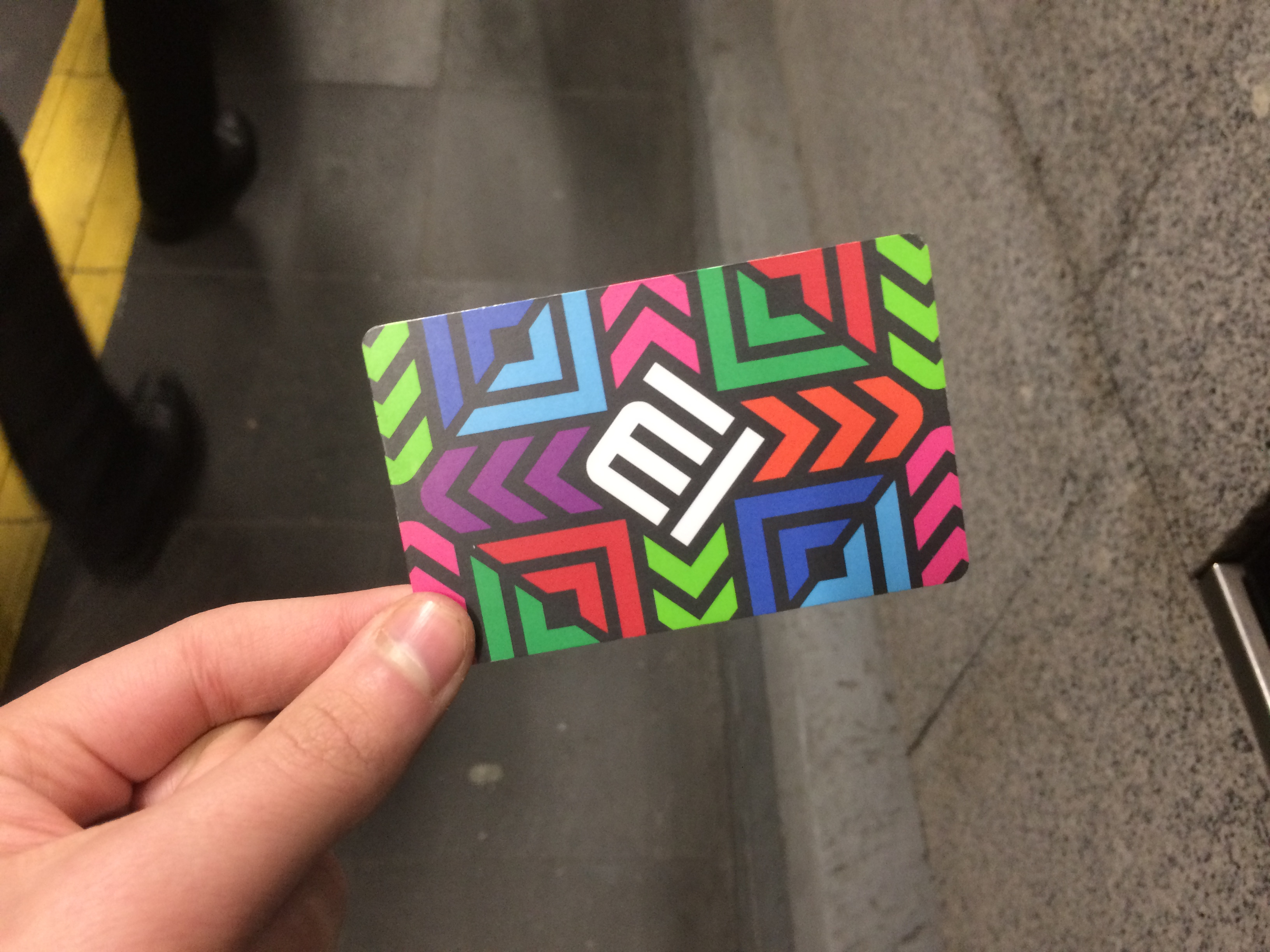
Tarjeta de Movilidad Integrada

L'accesso si realizza usando le tessere ricaricabili. Il costo di un viaggio, al 2025 è di 6 Pesos Mexicanos (circa 30 centesimi di euro). All'inizio si entrava con un biglietto dal prezzo di 3.5 pesos ma successivamente i biglietti singoli vennero ritirati dalla vendita, attualmente, tutto il sistema si paga solo con la tessera ricaricabile denominata Tarjeta de Movilidad Integrada, che dal 2020 ha sostituito i biglietti cartacei di corsa singola. La tessera è utilizzabile anche sulla Metropolitana e sugli autobus RTP, (Red de Transporte Publico), ma è necessario effettuare un altro pagamento, essendo sistemi a tariffazione differente.

## Nuova Linea Metrobus Insurgentes 2007
Il Sindaco di Città del Messico, Marcelo Ebrad, ha assicurato che in quest'anno sarà completata l'ampliamento del Metrobus Insurgentes fino all'uscita di Cuernavaca, così come la costruzione della nuova linea nel Eje 4 sud. La seconda linea del Metrobus che correrà sull'Eje 4 sud, dal ISSSTE fino al metro Tacubaya. La segreteria del trasporto ha avuto l'ordine di iniziare immediatamente i lavori di costruzione.